# UniVBE
UniVBE (сокращение от «Universal VESA BIOS Extension») — драйвер, позволяющий приложениям DOS, написанным в соответствии со стандартом VESA BIOS, запускаться на видеоадаптерах, изготавливавшихся в 1990-е — первой половине 2000-х годов.
Основное назначение — увеличение производительности и совместимости с DOS-играми. Многие видеоадаптеры имеют собственные разновидности стандарта VESA или не поддерживают их все. UNIVBE замещает встроенную поддержку VESA. Многие DOS-игры уже содержат UniVBE, поскольку возможности VESA очень распространены.
Драйвер UniVBE был создан компанией SciTech Software и доступен под названием «SciTech Display Doctor»; в феврале 2002 года вышла последняя версия — 7.0 beta. Драйвер производителем более не поддерживается.